# Roter von Rio

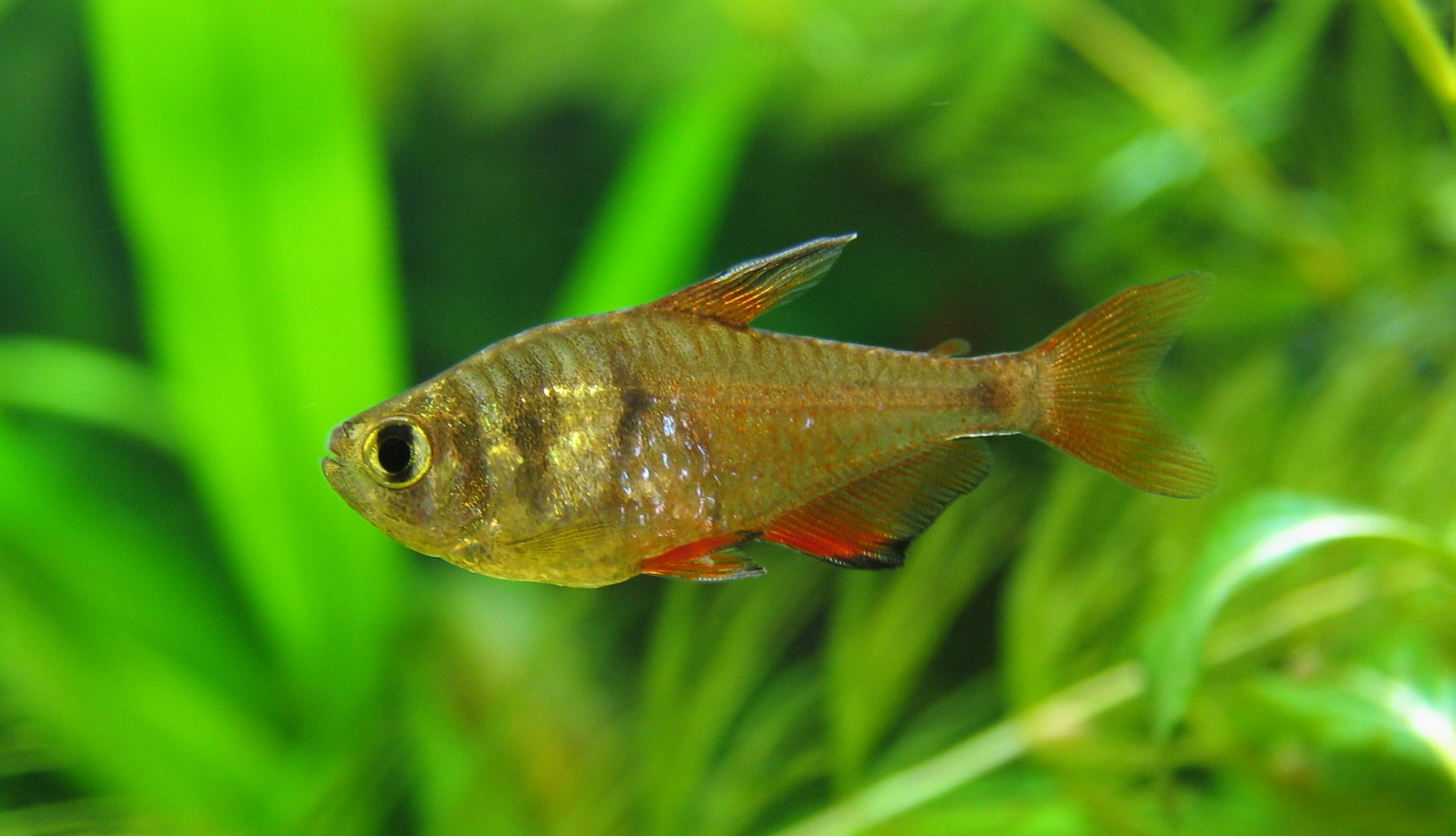
Hyphessobrycon flammeus Weibchen

Der Rote von Rio (Hyphessobrycon flammeus), auch Feuersalmler genannt, auf engl. Flame Tetra oder port. Tetra Engraçadinho, ist ein tropischer Zierfisch aus der Ordnung der Salmlerartigen. Er stammt – ähnlich wie der Gelbe von Rio – aus den Küstenflüssen bei Rio de Janeiro in Brasilien, teilweise ist er auch in weiter im Landesinneren gelegenen Flüssen wie dem Rio Paraná zu finden. Sein bevorzugter Lebensraum ist der Uferbereich der Flüsse. In Brasilien steht der Rote von Rio auf der Liste der vom Aussterben bedrohten Tiere.

## Merkmale
Rote von Rio werden bis zu vier Zentimeter lang und maximal vier Jahre alt. Männchen sind im Vergleich zu den Weibchen schlanker und farbiger, die rote Bauch- und Afterflosse der Männchen sind schwarz gesäumt, bei den Weibchen sind diese Flossenspitzen deutlich heller (teilweise gelblich) gefärbt.
Es gibt züchterische Variationen von tiefrot bis gelblich-orange. Die Intensität der Färbung kann durch die Fütterung mit beeinflusst werden. Der Wildtyp ist deutlich unscheinbarer und weniger stark gefärbt.

## Vorkommen
Der Rote von Rio kommt in langsamfließenden östlichen Küstengewässern der brasilianischen Bundesstaaten Rio de Janeiro und São Paulo vor, wo er 1924 von Myers erstmalig beschrieben wurde.
Typische Habitate sind die Zuflüsse der Guanabarabucht, Rio Paraíba do Sul, Rio Guandu, Oberlauf des Rio Tietê und anderen Nebengewässern des Río Paraná. Hyphessobrycon flammeus hat auch isolierte Populationen in den Regionen Suzano, Salesópolis und Itapecerica da Serra. Es wurde aber die Hypothese geäußert, dass es kein natürliches Vorkommen ist, sondern von Aquarianern eingeschleppter Besatz. Da sein natürlicher Lebensraum teilweise in stark bevölkerten Regionen Brasiliens liegt, ist sein Vorkommen durch die damit verbundene Umweltverschmutzung stark zurückgegangen.
Der Rote von Rio wird seit ca. 100 Jahren züchterisch bearbeitet, nach Europa und in die USA exportiert, um dort in Aquarien gehalten zu werden, so dass dadurch sein Fortbestand gesichert ist.

## Systematik
Der Rote von Rio wurde 1924 durch den amerikanischen Ichthyologen George Sprague Myers erstmals wissenschaftlich beschrieben und dabei der Gattung Hyphessobrycon zugeordnet. Diese ist jedoch nicht monophyletisch, sondern besteht aus verschiedenen Kladen, die seit 2024 sogar unterschiedlichen Unterfamilien innerhalb der Familie Acestrorhamphidae zugeordnet werden. Während Hyphessobrycon compressus, die Typusart von Hyphessobrycon, und zahlreiche andere Arten der Gattung zur Unterfamilie Hyphessobryconinae gehören, gehört der Rote von Rio zusammen mit dem nah verwandten Ziegelsalmler (Hyphessobrycon griemi) zur Unterfamilie Thayeriinae und bildet dort zusammen mit den jeweils zwei Arten umfassenden Gattungen Hollandichthys und Rachoviscus eine in den brasilianischen Küstenflüssen verbreitete Klade.

## Aquarienhaltung
Die Haltung und Nachzucht im Aquarium ist auch für Hobby-Fischzüchter relativ unproblematisch, da diese Fischart in unbeheizten Becken in einem Temperaturbereich zwischen 22 °C und 30 °C gehalten werden kann. Ihm wird eine gewisse Anspruchslosigkeit und Robustheit zugesprochen. Da der Rote von Rio ein Schwarmfisch ist, sollte er in Gruppen von mindestens fünf Tieren im Aquarium gehalten werden. Er benötigt Teilbereiche aus Wasserpflanzen, in denen er sich vor seinen Artgenossen verstecken zu können, da es ansonsten zu Auseinandersetzungen vor allem mit älteren aggressiven Fischen kommen kann.
Wichtig für diese lebhafte Fischart ist eine möglich stressfreie Umgebung. Nur so kann er seine prächtige Färbung entfalten. Die Männchen bilden kleine Reviere.
Ideal sind weiches, torfgefiltertes Wasser und neben Wasserpflanzen offene Bereiche als Schwimmfläche für die Schwärme. In ihrem natürlichen Biotop herrschen Unterwasserstrukturen wie dunkler Boden aus Flusssand, Laub und Baumwurzeln vor. Ähnlich wie bei Neonsalmlern kann das Wasser mit Catappa- bzw. Seemandelbaumblättern hellbraun gefärbt werden, was ihrem natürlichen Lebensraum nahe kommt. Bei der Beleuchtung ist darauf zu achten, dass im Becken abgedunkelte Bereiche vorkommen. Dies kann auch durch eine Schwimmpflanzen aus Südamerikanischen Froschbiss, Wassersalat u. a. erreicht werden.
Die Haltung und Nachzucht im Aquarium ist bei guter Fütterung auch für Hobby-Aquarianer unproblematisch, solange ein gewisses Geschlechterverhältnis der Elterntiere und das Vorhandensein feingliedriger Pflanzen wie Javamoos oder Tausendblatt (Myriophyllum) gegeben ist. Die Tiere werden ca. nach sechs Monaten geschlechtsreif. Während des Balzverhaltens intensiviert sich die Rotfärbung der Fische. Das Männchen spreizt seine Flossen ab, umkreist das Weibchen und stupst es in die Flanken, um die Laichbereitschaft zu induzieren. Der Rote von Rio ist ein Freilaicher. Während des Laichvorgangs über Wasserpflanzen drehen sich die Fische in einer Spirale umeinander und setzen ihre Eier ab.
Die schlüpfenden Larven bzw. Jungfische benötigen Feinstaubfutter, Pantoffeltierchen oder Artemianauplien. Später nehmen die Fische abwechslungsreiche Nahrung aus Daphnien, Hüpferlingen, Tubifex bis Grünfutter wie überbrühten Kopfsalat. Die Rotfärbung kann durch Zugabe von karotinhaltigen Kleinkrebsen intensiviert werden.